# Funa Nakayama
Funa Nakayama (n. 17 iunie 2005, Toyama, Japonia) este o sportivă ce a reprezentat Japonia, medaliată olimpică. A participat la 2 ediții ale Jocurilor Olimpice (2020, 2024) în care a câștigat o medalie de bronz.